# بيت محمود (شرس)

تعديل مصدري - تعديل

بيت محمود هي إحدى قرى عزلة بيت قدم بمديرية شرس التابعة لمحافظة حجة، بلغ تعداد سكانها 141 نسمة حسب تعداد اليمن لعام 2004.